# تشارلز سميث (ممثل)
تشارلز سميث (بالإنجليزية: Charles Smith)‏ هو ممثل أمريكي، ولد في 13 سبتمبر 1920 في الولايات المتحدة، وتوفي في 26 ديسمبر 1988 ببربانك في الولايات المتحدة.

## وصلات خارجية
- تشارلز سميث على موقع IMDb (الإنجليزية)
- تشارلز سميث على موقع ألو سيني (الفرنسية)
- تشارلز سميث على موقع قاعدة بيانات الأفلام السويدية (السويدية)
- تشارلز سميث على موقع قاعدة بيانات الفيلم (الإنجليزية)
- تشارلز سميث على موقع كينوبويسك (الروسية)